# بينيتو توتي
بينيتو توتي (10 مايو 1914 – 1940) هو ملاكم إيطالي راحل، مثّل بلاده في الألعاب الأولمبية الصيفية 1936.

## روابط خارجية
بينيتو توتي على موقع أوليمبيديا (الإنجليزية)